# Џонсон Сити (Тенеси)
Џонсон Сити (енгл. Johnson City) град је у америчкој савезној држави Тенеси.

## Демографија
По попису из 2010. године број становника је 63.152, што је 7.683 (13,9%) становника више него 2000. године.
| Група             | 2000.          | 2010.          |
| Белци             | 49.354 (89,0%) | 53.693 (85,0%) |
| Афроамериканци    | 3.549 (6,4%)   | 4.183 (6,6%)   |
| Азијати           | 678 (1,2%)     | 1.241 (2,0%)   |
| Хиспаноамериканци | 1.048 (1,9%)   | 2.656 (4,2%)   |
| Укупно            | 55.469         | 63.152         |